# ميكلوس غيلباي غيلب
ميكلوس غيلباي غيلب (مواليد 23 ديسمبر 1909) هو ملاكم مجري، مثّل بلاده في الألعاب الأولمبية الصيفية 1928.

## روابط خارجية
ميكلوس غيلباي غيلب على موقع أوليمبيديا (الإنجليزية)
- ميكلوس غيلباي غيلب على موقع اللجنة الأولمبية المجرية (الهنغارية)